# Buzz! Junior: Monsterspaß
Buzz! Junior: Monsterspaß ist das dritte Spiel der Buzz!-Junior-Reihe. Es besteht aus 25 Mini-Spielen, die im Einzel- und Mehrspielermodus gespielt werden können.
Es können ein bis vier Spieler gegeneinander spielen. Ist die Spieleranzahl kleiner als vier, übernehmen Computergegner die freien Plätze, sodass immer vier Monster gegeneinander antreten. Für die Computergegner können drei Schwierigkeitsgrade gewählt werden. Die Monster sammeln pro Spiel je nach Platzierung Augäpfel für den Gesamtstand.

## Spiele

### Gedächtnis
- Flinke Frösche
- Wandlungstränke

### Geschicklichkeit
- Augäpfel sammeln
- Bildertennis
- Blasen blasen
- Fang den Kürbis
- Feuerwerk-Inferno
- Fässerlauf
- Fütterungszeit
- Heißluft
- Kürismus
- Monster-Golf
- Monster-Rock'n'Roll
- Schatzsuche
- Schaurige Stelzen
- Stopp die Tentakel
- Weiterleiten

### Geschwindigkeit
- Buh!
- Eingewickelt
- Ersatzteile
- Reise nach Jerusalem
- Tauziehen

### Glück
- Abwasser-Dusche

### Treffsicherheit
- Eis-Scooter
- Schildkrötenwerfen